# Tynica
Tynica – wieś w Polsce położona w województwie mazowieckim, w powiecie zwoleńskim, w gminie Tczów. Ma status sołectwa.
Według Narodowego Spisu Powszechnego Ludności i Mieszkań z 2011 roku liczba ludności w Tynicy wynosi 283 osoby z czego 45,6% mieszkańców stanowią kobiety, a 54,4% ludności to mężczyźni.
| SIMC    | Nazwa     | Rodzaj    |
| ------- | --------- | --------- |
| 0640030 | Podtynica | część wsi |

W latach 1975–1998 miejscowość administracyjnie należała do województwa radomskiego.
Wierni Kościoła rzymskokatolickiego należą do parafii Zwiastowania Najświętszej Maryi Panny w Odechowie.